# Toya
Toya is een stad (commune urbaine) en gemeente (commune) in de regio Kayes in Mali. De gemeente telt 12.600 inwoners (2009).
De gemeente bestaat uit de volgende plaatsen:
- Benna
- Bildadji
- Yaguiné